# Lipit-Ishtar
Lipit-Ishtar ou Lipit-Ištar est le cinquième roi de la Ire dynastie d'Isin. Son règne est situé vers 1934-1924 av. J.-C. Son prédécesseur est Išme-Dagan (vers 1953-1935) et son successeur est Ur-Ninurta (vers 1923-1896).
C'est le premier roi d'Isin à devoir faire face à la concurrence de Larsa alors menée par le roi Gungunnum. Ce dernier s'empare notamment d'Ur en 1925 av. J.-C. Cet événement constitue une grave défaite pour Isin qui perd son accès au golfe Persique et les revenus liés au riche commerce du port d'Ur.
Il est principalement connu grâce à des hymnes en sumérien écrits en son honneur, ainsi qu'en raison d'un texte de lois, le Code de Lipit-Ishtar, qui précède le Code de Hammurabi de près de 150 ans.